# Paris–Roubaix 2008

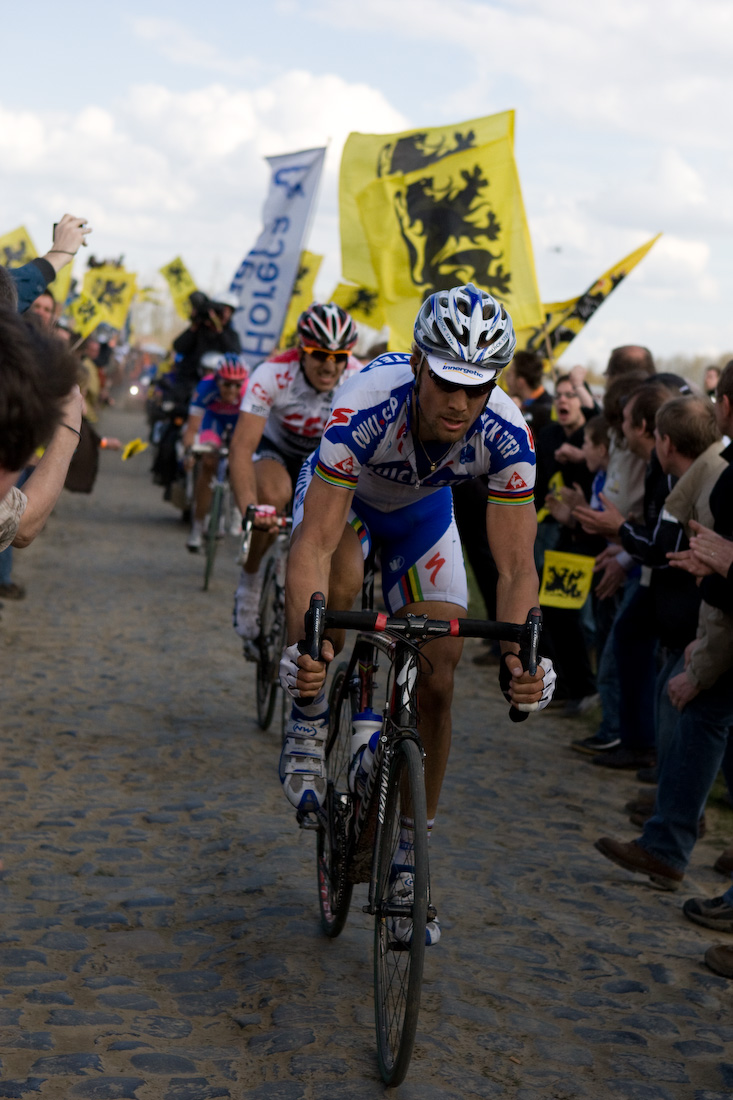
Tom Boonen (2008)

Das Eintagesrennen Paris–Roubaix 2008 war die 106. Austragung des Radsportklassikers und fand am Sonntag, den 13. April 2008, statt.
Das Rennen führte von Compiègne, rund 80 Kilometer nördlich von Paris, nach Roubaix, wo es im Vélodrome André-Pétrieux endete. Die gesamte Strecke war 259,5 Kilometer lang. Es starteten 198 Fahrer, von denen sich 113 platzieren konnten. Der Sieger Tom Boonen absolvierte das Rennen mit einer Durchschnittsgeschwindigkeit von 43,406 km/h.
Es war ein trockener, sonniger Renntag, der den Fahrern Rückenwind bescherte. Bernhard Eisel zog das Tempo an, wodurch sich eine führende Gruppe von 30 Fahrern bildete. Während George Hincapie nach einem Reifendefekt länger auf ein Ersatzrad warten musste, bildete nach erneuter Tempoverschärfung eine achtköpfige führende Gruppe, angeführt von Alessandro Ballan und Stuart O’Grady. Manche Favoriten wie Hincapie, Juan Antonio Flecha, Filippo Pozzato und Magnus Bäckstedt verloren am nächsten Pavé-Sektor so viel Zeit, dass sie keine Chancen mehr auf den Sieg hatten.
Die Aufmerksamkeit galt nun hauptsächlich den acht führenden Fahrern. Stijn Devolder machte 48 Kilometer vor dem Ziel einen Ausreissversuch und wurde von O’Grady verfolgt, beiden hatten 15 Sekunden Vorsprung bei der 40-Kilometer-Marke. Johan Vansummeren machte sich an die Verfolgung. 34 Kilometer vor dem Ziel fuhr Cancellara eine Attacke, bei der Boonen und Ballan mithielten. Die drei Fahrer erreichten gemeinsam die Radrennbahn in Roubaix, wo weder Cancellara noch Ballan noch die Kraft hatten, gegen Boonen zu halten. Boonen gewann mit einem Vorsprung von 20 Metern vor Cancellara.
Tom Boonen errang seinen zweiten Sieg bei Paris–Roubaix nach 2005.